# Leptanil·lins
Els leptanil·lins (Leptanillinae) són una subfamília de formigues. Està dividida al seu torn en les tribus Anomalomyrmini i Leptanillini.
Les larves de la tribu Leptanillini alimenten amb la seva pròpia hemolimfa a la reina mitjançant glàndules especialitzades situades al protòrax i en el tercer segment abdominal. Aquest comportament és similar al del gènere (no relacionat) Adetomyrma, conegut com a formigues vampir o formigues Dràcula, que realment perforen a les seves larves per arribar als fluids del seu cos.
Almenys Leptanilla i Phaulomyrma són formigues diminutes, grogues i cegues que viuen sota terra.

## Sistemàtica
- Anomalomyrmini

- Anomalomyrma Taylor, 1990

- Anomalomyrma boltoni Borowiec et al, 2011
- Anomalomyrma helenae Borowiec et al, 2011
- Anomalomyrma taylori Bolton, 1990

- Protanilla Taylor, 1990

- Protanilla bicolor
- Protanilla concolor
- Protanilla furcomandibula
- Protanilla rafflesi Taylor, 1990

- Leptanillini

- Leptanilla Emery, 1870

- Leptanilla charonea Barandica et al. 1994 - Península Ibèrica
- Leptanilla plutonia López et al. 1994 - Península Ibèrica
- Leptanilla revelierii Emery, 1870 - Península Ibèrica
- Leptanilla zaballosi Barandica et al. 1994 - Península Ibèrica
- i 45 espècies més

- Phaulomyrma G.C. Wheeler & E.W. Wheeler, 1930

- Phaulomyrma javana Wheeler & Wheeler, 1930

- Yavnella Kugler, 1987

- Yavnella argamani Kugler, 1987
- Yavnella indica Kugler, 1987